# Alberto Noya Sanmartín
Alberto Noya Sanmartín (Santiago, 15 de agosto de 1953 - Bogotá, 5 de junio de 2019), artísticamente conocido como Tuerquita, fue un payaso chileno. Fue ícono y pionero del humor en la televisión colombiana de las décadas de 1970 y 1980. Además, fue el hermano del también payaso que le acompañaba en sus apariciones en la televisión, Luis Miguel Noya, más conocido como Bebé.

## Biografía
Nació en una familia de cirqueros chilenos. Desde niño siguió los pasos de su padre, Alberto Noya Carrol, Pernito, quien le enseñó «el arte de divertir niños». A principios de la década de 1970, empezó a trabajar en un popular programa de la televisión colombiana llamado Animalandia, conducido por Fernando González Pacheco, y que compartía con su padre Pernito y su hermano Bebé. Trabajó también en el programa televisado El club de los bulliciosos.